# Alejandro Carrillo Marcor (Sonora)
Alejandro Carrillo Marcor es una ranchería del municipio de Hermosillo ubicado en el centro del estado mexicano de Sonora. Según los datos del censo de Población y Vivienda realizado en 2010 por el Instituto Nacional de Estadística y Geografía (INEGI), Alejandro Carrillo Marcor tiene un total de 711 habitantes. Fue nombrado así en honor al exgobernador de Sonora Alejandro Carrillo Marcor.

## Toponimia
El poblado lleva el nombre de Alejandro Carrillo Marcor, político y funcionario del Estado Mexicano que ejerció diversos cargos, entre ellos secretario general del Distrito Federal (1946-1951) y gobernador del Estado de Sonora (1975-1979).

## Geografía
Alejandro Carrillo Marcor se sitúa en las coordenadas geográficas 28°54′44″ de latitud norte y 111°19'59" de longitud oeste del meridiano de Greenwich, a una elevación de 98 metros sobre el nivel del mar.